# Bernardo II, Duque de Saxe-Jena
Bernardo II, Duque de Saxe-Jena (Weimar, 14 de Outubro de 1638 – Jena, 3 de Maio de 1678), foi um duque de Saxe-Jena.
Foi o quarto filho de Guilherme, Duque de Saxe-Weimar e da princesa Leonor Doroteia de Anhalt-Dessau a chegar à idade adulta.

## Casamento e descendência
Bernardo estudou na Universidade de Jena entre Fevereiro de 1654 e Novembro de 1657. Depois, envolveu-se em assuntos políticos quando o seu pai o enviou a Paris para fortalecer as relações da linha ernestina com o rei Luís XIV, de preferência com um casamento. No entanto, o rei de França obrigou-o a esperar dezoito meses por uma audiência com ele. A sua estadia em França acabaria por levar ao seu casamento com Marie Charlotte de la Trémoille, filha de Henri de La Trémoille e de Marie de La Tour d'Auvergne. A família dela residia na corte francesa, na qual ocupavam a posição de princes étrangers.
O casamento realizou-se em Paris a 10 de Junho de 1662. Pouco depois, o casal mudou-se para Jena, onde nasceram os seus cinco filhos:
1. Guilherme de Saxe-Jena (24 de Julho de 1664 -  21 de Junho de 1666), morreu aos dois anos de idade.
2. Filha nadomorta (7 de Abril de 1666).
3. Bernardo de Saxe-Jena (9 de Novembro de 1667 - 26 de Abril de 1668), morreu aos cinco meses de idade.
4. Carlota Maria de Saxe-Jena (20 de Dezembro de 1669 - 6 de Janeiro de 1703), casada com Guilherme Ernesto, Duque de Saxe-Weimar; divorciaram-se em 1690 sem descendência.
5. João Guilherme, Duque de Saxe-Jena (28 de Março de 1675 - 4 de Novembro de 1690), morreu aos quinze anos de idade; sem descendência.

Em 1662, Bernardo e os seus irmãos dividiram a herança paterna entre si e ele ficou com Jena.

## Bigamia
O casamento entre Bernardo e Marie Charlotte foi completamente infeliz e os dois nunca se conseguiram entender. Entretanto, Bernardo apaixonou-se por uma dama-da-corte chamada Maria Isabel de Kospoth. Prometeu divorciar-se da sua esposa e casar-se com ela, caso ela cedesse aos seus avanços, o que acabou por acontecer. Juntos, tiveram uma filha:
1. Emilie Eleonore de Kospoth (20 de Setembro de 1672 - 3 de Maio de 1709); casada com Otto Wilhelm of Tümpling.

Entretanto, os esforços de Bernardo para anular o seu casamento não tiveram sucesso, uma vez que nenhum teólogo ou jurista conseguiu encontrar bases sólidas para justificar o divórcio; aparentemente, mais tarde, Bernardo acabaria por se reconciliar com Marie Charlotte.
Apesar disso, a 20 de Outubro de 1672, prometeu à sua amante por escrito que nunca se esqueceria dela e que iria cuidar dela e protegê-la como se ela fosse sua esposa legitima. Para fechar o acordo, deu-lhe o título de "Senhora de Alstädt" e uma renda anual de 1000 tálares. Depois, em 1674, os dois casaram-se perante um antigo padre jesuíta chamado Andreas Wigand, que se tinha convertido ao luteranismo em 1671. Assim, Bernardo tornou-se num dos poucos príncipes de sempre a cometer bigamia. O contrato declarava que os filhos nascidos da união seriam legítimos e nobres e que, logo que possível, irião receber uma posição e título superiores. A segunda esposa de Bernardo recebeu um rendimento de 20.000 táleres e o Schloss Dornburg como residência.  Foi também obrigada a manter o casamento em segredo até à morte do duque ou da sua primeira esposa; caso o revelasse, o duque deixaria de estar sujeito ao contrato.
A 8 de Novembro de 1676, o sacro-imperador atribuiu o título de condessa imperial (Reichgräfin) a Maria Isabel e à sua filha, declarando que quaisquer outro filho do casal iria receber o título de Conde ou condessa de Altstädt (Gräfin von Altstädt) e a forma de tratamento "hoch- und wohlgebohrne".

## Morte e posterioridade
Quando Bernardo morreu, foi sucedido pelo seu único filho sobrevivente, João Guilherme, que tinha nascido durante o período de reconciliação dos pais em 1675.
Maria Isabel teve alguma dificuldade em receber rendimento de viúva. Viveu mais trinta-e-oito anos do que o "marido".

## Genealogia
| Bernardo II, Duque de Saxe-Jena | Pai: Guilherme, Duque de Saxe-Weimar  | Avô paterno: João II, Duque de Saxe-Weimar           | Bisavô paterno: João Guilherme, Duque de Saxe-Weimar       |
| Bernardo II, Duque de Saxe-Jena | Pai: Guilherme, Duque de Saxe-Weimar  | Avô paterno: João II, Duque de Saxe-Weimar           | Bisavó paterna: Doroteia Susana do Palatinado-Simmern      |
| Bernardo II, Duque de Saxe-Jena | Pai: Guilherme, Duque de Saxe-Weimar  | Avó paterna: Doroteia Maria de Anhalt                | Bisavô paterno: João Jorge I, Príncipe de Anhalt-Dessau    |
| Bernardo II, Duque de Saxe-Jena | Pai: Guilherme, Duque de Saxe-Weimar  | Avó paterna: Doroteia Maria de Anhalt                | Bisavó paterna: Leonor de Württemberg                      |
| Bernardo II, Duque de Saxe-Jena | Mãe: Leonor Doroteia de Anhalt-Dessau | Avô materno: João Jorge I, Príncipe de Anhalt-Dessau | Bisavô materno: Joaquim Ernesto, Príncipe de Anhalt        |
| Bernardo II, Duque de Saxe-Jena | Mãe: Leonor Doroteia de Anhalt-Dessau | Avô materno: João Jorge I, Príncipe de Anhalt-Dessau | Bisavó materna: Inês de Barby-Mühlingen                    |
| Bernardo II, Duque de Saxe-Jena | Mãe: Leonor Doroteia de Anhalt-Dessau | Avó materna: Doroteia do Palatinado-Simmern          | Bisavô materno: João Casimiro, Conde do Palatinato-Simmern |
| Bernardo II, Duque de Saxe-Jena | Mãe: Leonor Doroteia de Anhalt-Dessau | Avó materna: Doroteia do Palatinado-Simmern          | Bisavó materna: Isabel da Saxónia                          |